# Can’t Slow Down
Can’t Slow Down — девятый альбом хард-рок-группы Foreigner, выпущенный в 2009 году.
Can’t Slow Down последний за последние 15 лет студийный альбом группы. Альбом записан с новым вокалистом Келли Хансеном.

## Список композиций
1. «Can’t Slow Down»
2. «In Pieces»
3. «Lonely»
4. «Give Me a Sign»
5. «Living in a Dream»
6. «When It Comes to Love (Could Have Been You)»
7. «I Can’t Give Up»
8. «As Long As I Live»
9. «I’ll Be Home Tonight»
10. «When I’m Ready»
11. «Angel Tonight»
12. «Fool For You Anyway»
13. «Too Late»

### Диск 2 — Remixes
1. «Feels Like the First Time»
2. «Cold as Ice»
3. «Urgent»
4. «Jukebox Hero»
5. «Blue Morning, Blue Day»
6. «Dirty White Boy»
7. «Double Vision»
8. «Head Games»
9. «Hot Blooded»
10. «I Want to Know What Love Is»

## Участники записи
- Келли Хансен — ведущий вокал
- Мик Джонс — соло-гитара, бэк-вокал
- Том Гимбел[англ.] — ритм-гитара, саксофон, бэк-вокал
- Майкл Блюштейн — клавишные, бэк-вокал
- Джефф Пилсон[англ.] — бас-гитара
- Брайан Тичи — ударные

## Сертификации
| Регион                                                                      | Сертификация | Продажи |
| --------------------------------------------------------------------------- | ------------ | ------- |
| Великобритания (BPI)                                                        | Серебряный   | 60 000  |
| Данные о продажах + прослушиваниях приведены только на основе сертификации. |              |         |